# Jeff Stoughton
Jeff Stoughton (ur. 26 lipca 1963 w Winnipeg, Manitoba) – praworęczny kanadyjski curler, dwukrotny mistrz świata i trzykrotny mistrz Kanady.
Pierwsze sukcesy na szczeblu krajowym Stoughton odniósł w latach 1988 i 1991, kiedy to zwyciężał w Mistrzostwach Kanady Mikstów. W roku 1991 po raz pierwszy wziął udział w The Brier. Jego drużyna wygrała Labatt Brier 1996, pokonując w finale reprezentację Alberty, dowodzoną przez Kevina Martina. W tym samym roku Team Stoughton wygrał Mistrzostwa Świata, pokonując w finale Warwicka Smitha (Szkocja).
W 1999 roku Stoughton wymienił dwóch zawodników ze składu swojej drużyny i ponownie wygrał Mistrzostwa Kanady, pokonując w finale reprezentację Quebecu (Guy Hemmings). W finale Mistrzostw Świata Kanadyjczycy przegrali ze Szkotami (Hammy McMillan). Stoughton był blisko reprezentowania Kanady na Igrzyskach Olimpijskich w Turynie. W finale Canadian Olympic Curling Trials 2005 jego zespół przegrał z drużyną Russa Howarda i Brada Gushue.
W Tim Hortons Brier 2009 drużyna Stoughtona zajęła drugie miejsce, przegrywając w finale z Kevinem Martinem (Alberta). W Canadian Olympic Curling Trials 2009 zdobył brązowy medal. Od sezonu 2010/11 do drużyny powrócił Jon Mead, a miejsce Roba Fowlera zajął Reid Carruthers.
W the Brier 2011 po 12 latach Stoughton ponownie zdobył tytuł mistrza kraju, Manitoba w finale pokonała Ontario (Glenn Howard) 8:6. Reprezentował Kanadę na MŚ 2011 w Reginie, jego drużyna  tylko z jedną porażką wyszła z Round Robin. W meczu 1-2 Kanadyjczycy pokonali Szkocję (Tom Brewster) 5:2, te dwie reprezentacje spotkały się także w wielkim finale. Tam również lepsi okazali się gospodarze, Stoughton wynikiem 6:5 zdobył swój drugi złoty medal MŚ.
W sezonie 2011/2012 zespół Jeffa nie obronił tytułów mistrzowskich w Manitobie, w Safeway Championship 2012 zajął 4. miejsce. Triumfował w tych zawodach rok później. W Tim Hortons Brier 2013 doszedł do finału, w którym uległ 4:11 drużynie Brada Jacobsa. W Mistrzostwach Kanady 2014 zajął 3. miejsce, w meczu o brązowe medale pokonał 9:5 Jeana-Michela Ménarda.
Stoughton jest sławny ze swojej 360°, w której przy wypuszczaniu kamienia robi pełny obrót całym ciałem. Gdy nie miał już szans na zwycięstwo, w ten sposób zakończył finał The Brier 2009. Tę ewolucję wykonał również w filmie Men With Brooms.

## Wielki Szlem
| Turniej                | 01/02 | 02/03 | 03/04 | 04/05 | 05/06 | 06/07 | 07/08 | 08/09 | 09/10 | 10/11 | 11/12 | 12/13 | 13/14 | 14/15 |
| ---------------------- | ----- | ----- | ----- | ----- | ----- | ----- | ----- | ----- | ----- | ----- | ----- | ----- | ----- | ----- |
| Canadian Open          | x     | QF    | QF    | x     | W     | QF    | QF    | SF    | QF    | SF    | F     | QF    | SF    |       |
| Masters                | x     | x     | F     | W     | QF    | x     | x     | SF    | A     | F     | QF    | QF    | SF    | QF    |
| The National           | QF    | QF    | F     | F     | QF    | A     | SF    | QF    | QF    | F     | QF    | W     | x     | x     |
| Elite 10               | –     | –     | –     | –     | –     | –     | –     | –     | –     | –     | –     | –     | –     |       |
| Players’ Championships | x     | W     | SF    | QF    | x     | x     | x     | QF    | SF    | QF    | x     | SF    | x     |       |

| A  | = nie uczestniczył                         |
| x  | = nie zakwalifikował się do fazy finałowej |
| QF | = ćwierćfinał                              |
| SF | = półfinał                                 |
| F  | = finał                                    |
| W  | = zwycięstwo                               |

## Drużyna
|           | Czwarty        | Trzeci       | Drugi              | Otwierający        |
| --------- | -------------- | ------------ | ------------------ | ------------------ |
| 2014/2015 | Jeff Stoughton | Rob Fowler   | Alex Forrest       | Connor Njegovan    |
| 2012/2014 | Jeff Stoughton | Jon Mead     | Reid Carruthers    | Mark Nichols       |
| 2010/2012 | Jeff Stoughton | Jon Mead     | Reid Carruthers    | Steve Gould        |
| 2008/2010 | Jeff Stoughton | Kevin Park   | Rob Fowler         | Steve Gould        |
| 2006/2008 | Jeff Stoughton | Ryan Fry     | Rob Fowler         | Steve Gould        |
| 2003/2006 | Jeff Stoughton | Jon Mead     | Garry Vandenberghe | Steve Gould        |
| 2002/2003 | Jeff Stoughton | Jon Mead     | Garry Vandenberghe | Jim Spencer        |
| 1998/2002 | Jeff Stoughton | Jon Mead     | Garry Vandenberghe | Doug Armstrong     |
| 1995/1997 | Jeff Stoughton | Ken Tresoor  | Garry Vandenberghe | Steve Gould        |
| 1994/1995 | Jeff Stoughton | Jeff Ryan    | Garry Vandenberghe | Darryl Gunnlaugson |
| 1990/1991 | Jeff Stoughton | Dave Iverson | Ken Tresoor        | Garry Vandenberghe |

Drużyny mikstowe
|           | Czwarty/-a     | Trzeci/-a    | Drugi/-a     | Otwierający/-a |
| --------- | -------------- | ------------ | ------------ | -------------- |
| 1987/1988 | Jeff Stoughton | Karen Fallis | Rob Meakin   | Lynn Morrow    |
| 1990/1991 | Jeff Stoughton | Karen Fallis | Scott Morrow | Lynn Morrow    |

## Canadian Team Ranking System
Pozycje drużyn Jeffa Stoughtona w rankingu CTRS:
- 2013/2014: 6.[14]
- 2012/2013: 1.
- 2011/2012: 6.
- 2010/2011: 3.
- 2009/2010: 5.
- 2008/2009: 6.
- 2007/2008: 6.
- 2006/2007: 5.